# Jesse Klaver
Jesse Feras Klaver (Roosendaal, Países Bajos, 1 de mayo de 1986) es un político neerlandés. Ha sido miembro de la Cámara de Representantes desde 2010, y líder del partido GroenLinks desde el 12 de mayo de 2015. Fue presidente del sindicato de jóvenes de la Federación Nacional de Sindicatos Cristianos (CNV, por su sigla en neerlandés).

## Biografía
Nació en una familia compuesta por un padre marroquí y una madre de origen holandés e indonesio. Estudió en el colegio Waldorf Michael College de Prinsenbeek, y desde 2006 se vinculó a la organización juvenil del GroenLinks, de la que fue copresidente, secretario y presidente. También estudió Trabajo Social en la Universidad de Ciencias Aplicadas de Avans y Ciencias Políticas en la Universidad de Ámsterdam, aunque no terminó sus estudios.
El 17 de septiembre de 2009 fue elegido presidente de la CNV. Ha apoyado la edad de jubilación a los 67 años. El 1 de diciembre de 2009, fue nombrado para el Consejo Económico Social. Con 23 años, era su miembro más joven. También fue coautor del programa electoral de 2010 de GroenLinks y miembro de la junta de Congreso Cristiano Juvenil Social y fundador de la ONG Youth Copenhagen Coalition.

## Carrera política

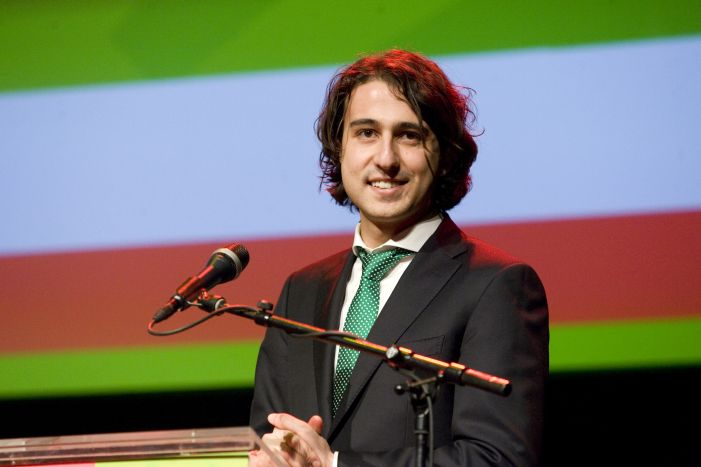
Klaver en un congreso de GroenLinks en 2012

En las elecciones de 2010 fue elegido en la lista de GroenLinks, que ganó diez escaños. Fue portavoz de asuntos sociales, empleo, educación y deporte. En 2010 fue nombrado como un "talento político del año" por los periodistas políticos.
En las elecciones de 2012 dirigió el equipo de campaña de GroenLinks y fue el cuarto en la lista de candidatos. Gracias a su conferencian en la TED en entrevistas de Pauw y Witteman en enero de 2013 fue elegido como el mejor entre los cinco jóvenes políticos. En 2013 fue coautor de Mooi Nederland ("Hermosos Países Bajos") con Lutz Jacobi del Partido del Trabajo (PvdA) y Stientje van Veldhoven de Demócratas 66 (D66), de corte ecológico. En 2014, escribió la propuesta "Kansen voor Kinderen voor het vmbo".
Ha recibido atención internacional por tratar de prevenir la evasión fiscal en 2013. También es coautor del Acuerdo para los estudiantes firmado con el ministro de Educación Jet Bussemaker y portavoz del VVD, D66, PvdA.
El 12 de mayo de 2015, el líder del partido Bram van Ojik anunció que Klaver tomaría la dirección del partido, con efecto inmediato. Hasta entonces,  había actuado como portavoz de las finanzas, la agricultura, la naturaleza, el bienestar animal, la educación, la cultura y la ciencia. Además, fue miembro de los comités parlamentarios de relaciones exteriores, defensa, economía, hacienda, educación, control de presupuesto, asuntos sociales, de salud y de procedimiento.
En las elecciones legislativas de 2017 lideró la lista de GroenLinks. Esta logró 959.600 votos, es decir el 9,1 % de los votos, lo que significó un aumento del 6,6 % en el número de votos y del 350 % en el de escaños, que pasaron de 4 a 14.